# Geografia tradicional
A geografia tradicional é uma corrente da geografia que abrange desde as formulações do geógrafo Friedrich Ratzel até meados do século XX. O elemento de identidade mais importante dos geógrafos dessa tendência era a concepção de que a geografia consiste numa ciência de síntese ou ciência de contato entre as disciplinas que estudam a natureza e as da sociedade. Para realizar esse propósito integrador, os autores dessa corrente recorreram a um arsenal bastante eclético de ideias provenientes do positivismo, das “filosofias evolucionistas”, do romantismo e do netismo, dando origem a três formas principais de pesquisa geográfica, que são:

## O determinismo ambiental
- a  escola possibilista
- a concepção de geografia como ciência da diferenciação de áreas

Nas duas primeiras propostas, o tema em destaque são as relações homem/natureza, enquanto a terceira, representada principalmente por Alfred Hettner e Richard Hartshorne, define as formas de integração entre elementos heterogêneos na crosta terrestre e sua variação espacial como objeto da geografia. Esta última subcorrente se destaca também por buscar conferir rigor conceitual e metodológico à geografia, de acordo com a ótica racionalista que foi se impondo nos meios científicos na primeira metade do século XX. A geografia tradicional preocupava-se apenas com a natureza as velhas teorias veiculando sempre a ideia de expansão territorial como forma de poder, sem se preocupar com o lado social. Era de denominação da burguesia. Os geógrafos críticos tinham um conteúdo político a seguir, uma ideologia que era transformar a geografia tradicional, a rever seus conceitos em relação homem-natureza.
A geografia tradicional cedeu lugar a outras correntes quando se abandonou a ideia de que a contribuição original da geografia ao conhecimento científico estaria em ser uma ciência de síntese. Na segunda metade do século XX, com efeito, esse projeto foi substituído por outros, que, mesmo sem abandonarem totalmente o estudo das relações sociedade/natureza, passaram a se ocupar de novos objetos e a estudá-los com base em referenciais epistemológicos até então pouco valorizados pelos geógrafos. Na década de 1950, a geografia tradicional foi fortemente contestada pela geografia quantitativa, que se baseou no neopositivismo para redefinir o objeto e os métodos da geografia. Nas décadas de 1960 e, sobretudo, 1970, as concepções tradicionais foram contestadas também pela geografia humanista e pela geocrítica.

## O Método e a Práxis, de José William Vesentini
O livro faz uma crítica à geografia tradicional, e sugere uma mudança de rumo, na qual defenda uma geografia mais crítica e atual. Nesse sentido, é explicado no texto como a geografia veio sendo construída ao longo do tempo, na qual, por muito tempo, foi ensinada como descritiva e focada na memorização de dados e nomes, sem muita ligação com a realidade social das pessoas. Essa forma de ensinar a geografia acabou por transformá-la em algo repetitivo e pouco reflexivo, onde é decorado informações sobre locais e espaços, mas sem entender como tudo está conectado de fato. 
Vesentini aponta que essa maneira de fazer geografia começou a dar sinais de desgaste, visto que, o mundo vem passando por transformações sociais, políticas e culturais, bem como, críticas de dentro da área que mostram que esse modelo não é sólido. Além disso, a geografia tradicional perdeu espaço ao não formar uma visão crítica nas pessoas sobre problemas ambientais e sociais, além de que, passou a competir com os meios de comunicação, que oferecem muitas informações sobre o mundo, no entanto, de forma rápida e muitas vezes, confusa. 
Diante disso, o autor propõe uma geografia crítica, que entende o espaço como algo que é produzido pela sociedade e não como algo que está ali por está. A ideia é analisar como essas coisas se relacionam e se influenciam, visto que, depois da Revolução Industrial ficou claro que o espaço em que vivemos é moldado pelos processos sociais, econômicos e políticos. Não só isso, mas o autor também critica as produções acadêmicas que ficam só na teoria, e não se conecta com a realidade da sala de aula ou com a vida das pessoas, o que atrapalha o desenvolvimento de uma visão crítica e reforça uma forma autoritária de ensinar. 
Por fim, o autor reforça que, para a geografia crítica realmente acontecer, é importante conhecer bem a história da disciplina, ir além da simples rejeição ao positivismo, e buscar sempre novas formas de ensinar e aprender. Para Vesentini, ensinar geografia deve ser uma prática engajada, que ajude não só a entender o mundo, mas também a transformá-lo de forma consciente e coletiva.

## A relação do positivismo e a geografia, na visão de José William Vesentini
No texto de Vesentini, a ligação entre o positivismo e a geografia é tratada de forma crítica e bem explicada. Ele mostra que a geografia tradicional, que foi dominante por muito tempo, foi bastante influenciada pelas ideias do positivismo, principalmente na sua forma mais rígida, ligada aos pensamentos de Auguste Comte. Essa corrente defendia que o conhecimento científico deveria se limitar ao que é possível observar e medir, deixando de lado explicações com base em crenças ou ideias abstratas, e tentando encontrar leis que explicassem o mundo de forma objetiva e geral. Nesse sentido, mesmo que muitos geógrafos não se identificassem com essa corrente de pensamento, Vesentini observava que o modo como ensinavam e produziam conhecimento seguiam muitos desses princípios. Isso incluía a descrição do mundo de forma fragmentada, com foco na memorização e sem muita ligação com as aspectos sociais e históricos.
Para ele, essa forma de ensinar e fazer conhecimento acabou tornando a geografia uma ciência que pouco questionava as contradições da sociedade e não ajudava na construção de uma visão crítica. Porém, o autor menciona que reduzir a geografia tradicional ao positivismo seria um erro, uma vez que essa corrente de pensamento tem várias vertentes, como o neopositivismo e o positivismo lógico, e que todas seguem uma ideia de ciência parecida com a das exatas. Por fim, o autor critica a ideia de que a crise da geografia atual é causada unicamente por ela ter seguido o positivismo, para ele, essa visão simplificada impede que a gente entenda de verdade os desafios que a geografia enfrenta hoje. Ele defende que, embora o positivismo tenha influenciado fortemente a geografia tradicional, é preciso ir além dele para construir uma geografia mais crítica, mais conectada com a realidade e com potencial para transformar a sociedade.